# Wappenham
Wappenham är en ort och civil parish i Storbritannien.   Den ligger i grevskapet Northamptonshire i riksdelen England, i den södra delen av landet, 90 km nordväst om huvudstaden London. Wappenham ligger 129 meter över havet och antalet invånare är 266.
Terrängen runt Wappenham är platt, och sluttar österut. Runt Wappenham är det ganska tätbefolkat, med 160 invånare per kvadratkilometer. Närmaste större samhälle är Banbury, 18,0 km väster om Wappenham. Trakten runt Wappenham består till största delen av jordbruksmark.